# Sam Trickett

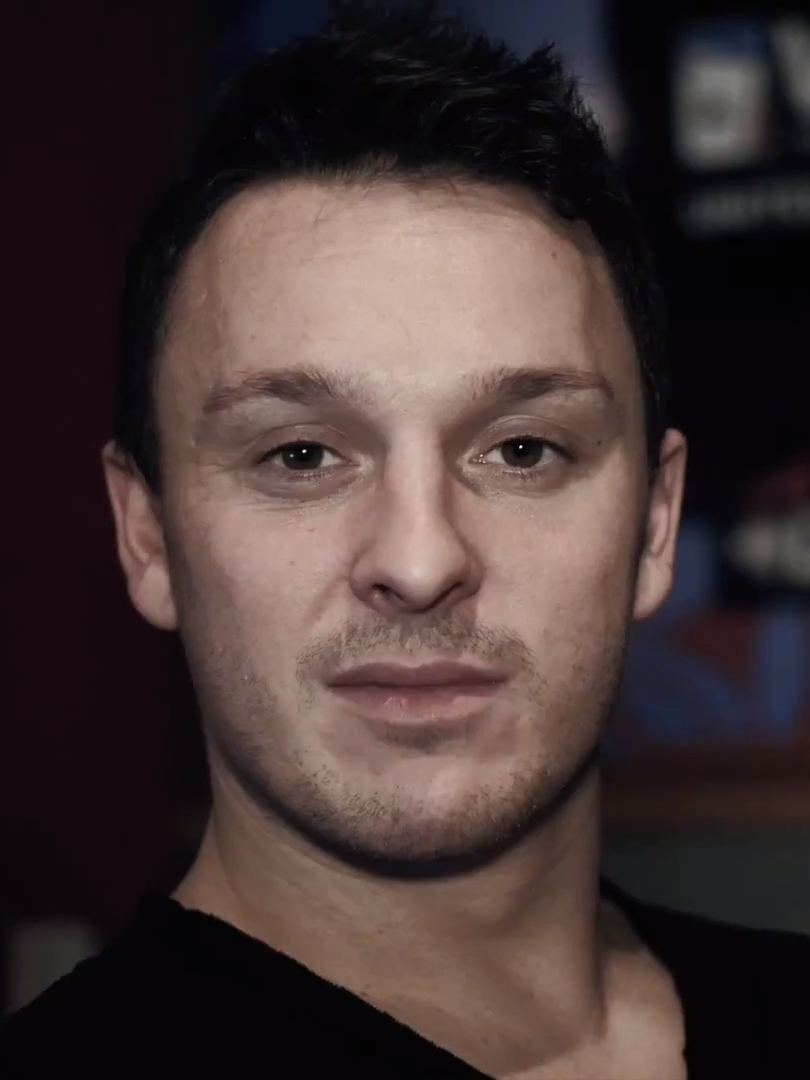
Sam Trickett

Sam Trickett (nascido em 2 de julho de 1986 em East Retford, Nottinghamshire, Inglaterra) é um jogador profissional de pôquer inglês. Ele é mais conhecido por terminar em segundo lugar, perdendo de cabeça para Antonio Esfandiari no Big One for One Drop - ganhando mais de $10 milhões em prêmios. Atualmente, ele é o décimo segundo maior ganhador de todos os tempos em torneios de pôquer.
Trickett começou a jogar pôquer em 2005 após sofrer uma lesão no joelho que encerrou sua carreira como jogador profissional de futebol. Ele logo se tornou um participante regular nos eventos de pôquer em Sheffield.
Até 15 de fevereiro de 2019, seus ganhos totais em torneios ao vivo somam $20,849,721, colocando-o em 20º na lista de dinheiro de pôquer de todos os tempos e 2º na lista de dinheiro de todos os tempos da Inglaterra.

## Vida pessoal
Em janeiro de 2013, Trickett anunciou seu noivado com sua parceira de longo prazo, Natasha Sandhu, embora em uma entrevista em dezembro de 2014 ele anunciou que havia se separado de Natasha, que foi sua parceira por mais de 10 anos.
Atualmente, ele vive no campo em East Retford, Nottinghamshire, Inglaterra.
Ele possui um Bentley continental personalizado.